# ポケットモンスター ダイヤモンド・パール
『ポケットモンスター ダイヤモンド・パール』は、2006年9月28日に株式会社ポケモンから発売されたニンテンドーDS用ロールプレイングゲーム『ポケットモンスター ダイヤモンド』と『ポケットモンスター パール』の総称で、ヨーロッパでは2007年7月27日に発売された。この項目では『ポケットモンスター ダイヤモンド』と『ポケットモンスター パール』および、2008年9月13日に発売されたこれらの新バージョンである『ポケットモンスター プラチナ』を扱う。

## 概要
『ポケットモンスター ダイヤモンド』と『ポケットモンスター パール』は、ポケットモンスターシリーズ完全新作の4作目。「究極のポケットモンスター」と銘打たれており、これまでのポケモンシリーズの集大成とでも言うべき内容だとされている。タイトルのダイヤモンドは「究極の硬度」、パールは「究極の真円」を意味している。今作からハードがニンテンドーDS（以下、DS）になり、ゲームの画面構成がDS独自のデュアルスクリーン（二画面）に適したものに再設計された。パッケージのポケモンは、『ダイヤモンド』が時間を操る力を持つディアルガ、『パール』が空間をつかさどるとされるパルキア。この作品で言う時間と空間とは宇宙のことであり、作中でそれに関した伝承が語られている。
『ダイヤモンド』と『パール』の主な違いは、特定のポケモンの出現率、出現するポケモンの種類、ポケモン図鑑のテキストで、シナリオやキャラクターの台詞に違いはない。
本作の開発は2004年に始まり、同年10月7日に開催されたNINTENDO DS PREVIEWにて発売決定が告知された。 当初本作は2005年11月に発売される予定だったが開発に時間を要し、本作初登場となる新ポケモンのルカリオなどが活躍する「劇場版ポケットモンスター アドバンスジェネレーション ミュウと波導の勇者 ルカリオ」の公開が4日前に迫った同年7月12日、発売が2006年に延期となった旨が発表された。
本作で新たに登場したポケモンは107種類であり、前作までに登場している386種類と合わせた493種類が『ダイヤモンド・パール』『プラチナ』と『ポケットモンスター ハートゴールド・ソウルシルバー』の5作品それぞれにすべて収録されている。ゲームクリア（殿堂入り）までにこれらの新ポケモンの大半を含む150種類（配信キャンペーン限定の幻のポケモン、マナフィを除く）が登場する。本作の舞台シンオウ地方に生息するポケモンを収録する「シンオウずかん」に登録できる150種類すべてのポケモンは、ゲーム中のトレーナー (NPC) 達が繰り出してくるポケモンと戦ったりNPCと会話したりすることで見つけられ、これらすべてを見つけるとゲームクリア後にDSのポケモンシリーズに登場する493種類すべてのポケモンを記録できる「ぜんこくずかん」にアップグレードしてもらうことができる。493種類のうち、本作で手に入らないポケモンについては、『ポケットモンスター プラチナ』『ポケットモンスター ハートゴールド・ソウルシルバー』と通信交換するか、ゲームボーイアドバンス (GBA) のポケモンシリーズ『ルビー・サファイア』『ファイアレッド・リーフグリーン』『エメラルド』からDSのダブルスロット機能を利用して連れてくる必要がある。
DS本体の無線通信機能を利用したニンテンドーWi-Fiコネクションにより、オンラインで交換と対戦が行えたが、2014年5月20日をもって同サービスは完全に終了しており、オンライン要素は通常の環境下で一切プレイできなくなった。

また、2021年2月27日の「Pokémon Presents 2021.2.27」にて、2021年冬に「ポケットモンスター ブリリアントダイヤモンド・シャイニングパール」としてNintendo Switchにてリメイク版が発売されることが発表された。また、同時に過去のシンオウ地方（同作の舞台）を描いた作品として「Pokémon LEGENDS アルセウス」も発表された。

## ゲームシステム
前作と共通しているシステムも多いため、『ポケットモンスター ルビー・サファイア#ゲームシステム』も参照すること。今作では前世代やのちの世代のポケモン作品よりもメッセージ速度やバトル中のテンポが極めて遅い問題があったが、プラチナ以降は徐々に改善された。
- 今作から操作は下画面のタッチパネルに対応しており、ボタン操作をタッチ操作で代替することもできる。ただし、すべての状況で片方の操作方法で事足りるわけではなく、タッチが必須な場面とボタン操作が必須な場面が存在する。
- フィールドでは下画面にポケッチ（後述）のアプリが表示される形で、バトルでは上画面にポケモンやHPバー/メッセージの表示、下画面に「たたかう」「どうぐ」「ポケモン（入れ替え）」「にげる」のコマンドが表示される。
- ステータスや図鑑、バトルシーンのグラフィックは依然としてドットによる描写が中心だが、フィールドは3Dで描写されており、地形の高低差が立体的に見えるようになった。
- ゲーム内の時間（日付や昼夜）がDS本体の時計とカレンダーにするようになり、時計やカレンダーを弄った場合にはロード後午前0時を過ぎるまで日替わりイベントなどは起こらない。(ただし、最後のレポートを書いた日に起こしていないイベントは除く)。
- 前作のダブルバトルでは、ターン内にまだ行動していない他のポケモンが残っている状態でポケモンが倒れると、倒れたポケモンと替わって出てきた控えのポケモンに対して、行動チャンスが残っているポケモンの技がヒットしたが、今作から控えのポケモンが出てくる前に技が発動するようになり、対象がいない場合には技が失敗するようになった。

### 「わざ」の仕様変更
ポケモンが4つまで覚えることができる「わざ」は、前作までは、攻撃によってダメージを与えるものであれば攻撃系のわざ、それ以外は補助系というように大まかに括られており、攻撃系のわざが物理攻撃と特殊攻撃のどちらであるかは、わざのタイプごとに一律で設定されていたが、今作からわざ個別ごとに設定されるようになった。
わざの分類も整理され、すべてのわざは、「ぶつりわざ」「とくしゅわざ」「へんかわざ」の3つのいずれかであることが明示されるようになった。
「ぶつりわざ」は打撃や斬り付けによってダメージを与えるわざの分類で、「はたく」や「ひっかく」のような単純なものと、「じしん」や「きゅうけつ」といった単純に相手を殴打するわけではないものが存在する。その性質ゆえに、直接攻撃に分類されるわざのほとんどが「ぶつりわざ」であることが多い。「とくしゅわざ」は上記の「ぶつりわざ」以外に分類される攻撃系のわざの分類で、主に「ねんりき」や「あくのはどう」といった精神的な攻撃や、「ほうでん」や「ソーラービーム」といったエネルギーを浴びせて攻撃するものが存在する。これらには当てはまらない、水を高圧で撃ち出し攻撃する「ハイドロポンプ」や、突風を起こして攻撃する「かぜおこし」といったものも存在するが、「とくしゅわざ」に分類されている。そのイメージゆえに直接攻撃に分類されるものは非常に少ない。「へんかわざ」は上記以外のわざで、HPを回復する、状態異常を引き起こす、能力を一時的に変化させるといった補助的なものが該当する。
今回の仕様変更により以下で例に挙げるような、一部のポケモンの「種類ごとの能力」が覚えられる技とミスマッチになっているという状態がある程度は改善され、ポケモンの育成とバトルに大きな変化がもたらされた。例えば、「とくこう」（特殊攻撃力）よりも「こうげき」（物理攻撃力）のほうがはるかに高いギャラドスがいるが、自身のタイプでもある「みず」タイプのわざは前作までは特殊攻撃に分類されていたために、自身のタイプとわざのタイプが一致している（使用者とわざが同じタイプの場合、威力が1.5倍になる仕様）「みず」タイプの物理攻撃わざというものがギャラドスにとっては存在せず、高い「こうげき」を最大限に生かせない状態であった。しかし今作からは、「みず」タイプの「ぶつりわざ」である「アクアテール」や「たきのぼり」を覚えさせることで「こうげき」の高さをいかんなく発揮させることができる。

### ポケモンウォッチ（ポケッチ）
アプリをインストールすることで、機能を拡張することができる腕時計型の装置。入手後はフィールド画面表示中の下画面に常に表示される。冒険の途中で手に入る「ポケッチアプリ」が追加されていくことで、さまざまな機能が使えるようになる。プリインストールされているアプリは、DS本体の時間を表示するデジタル時計や電卓といったゲーム攻略には直接関係のないものだが、ゲームを進めることで、見えないアイテムのありかを表示する「ダウジングマシン」や、これまでに手に入れたポケモンの履歴を閲覧できる「ポケモンヒストリー」のような、サポートや便利ツールの要素を含んだアプリが追加されていく。

### ちかつうろ
「ちかつうろ」とは、シンオウ地方の地下に張り巡らされた網目状のトンネルで、その領域は地方とほぼ同じという広大なもの。道具「たんけんセット」を手に入れると遊べるようになり、これを使って地下に潜ると、化石や進化の石といった道具や「タマ」と呼ばれる石や模様替えグッズ、「トラップ」との交換用アイテムを採掘する「カセキほり」をしたり、「ひみつきち」を作ったりすることができる。秘密基地は、『ルビー・サファイア・エメラルド』の同名の要素と似た内容で、集めた模様替えグッズを配置できる。各基地には「ハタ」が存在しており、ワイヤレス通信時には、同時に最大8人までが他のプレイヤーの基地からこの「ハタ」を奪い合う「ハタとり」をすることができる。奪った数に応じて自分のフラッグのランクが「ブロンズ→シルバー→ゴールド→プラチナ」の順に上がっていく。トラップはハタを持った他のプレイヤーを妨害するためのもので、トラップにかかると遠くへ飛ばされたり、一定時間の間ボタン操作が入れ替わってしまったりする。かかった場合はハタを手放すことでもトラップを解除できる。
この地下通路で他のプレイヤーと遊ばないと手に入らないポケモン、ミカルゲが存在する。

### グローバルトレードステーション (GTS)
『ダイヤモンド・パール』『プラチナ』『ハートゴールド・ソウルシルバー』専用のオンラインサーバーを利用した匿名のポケモン交換システム。自分の希望するポケモンとレベルの範囲を指定した上で、交換に出してもよいポケモン1匹をGTSに預けておくと、相手の希望する条件とこちらの希望する条件があった場合に自動で交換される。現在では、ニンテンドーWi-Fiコネクションのサービス終了に伴い、GTSも利用不可能になっているが、仕組みが改良されつつ同じ名称で後のポケモンシリーズにも受け継がれている。

## ストーリー
ある日、シンオウ地方のフタバタウンに住む主人公は、ジョウト地方の「いかりのみずうみ」にいるという赤いギャラドスを特集したテレビ番組に触発された幼馴染のライバルに誘われ、町の近くの「シンジこ（シンジ湖）」に赤いギャラドスを探しに出かける。湖畔の草むらに置き忘れられたナナカマド博士の鞄に入っていたポケモンを偶然から手にした2人は、改めて正式にポケモンをもらい、頼まれたポケモン図鑑の完成のための旅に出る。

## 地理
本作の舞台はシンオウ地方と呼ばれる。日本の北海道及び樺太をモチーフにしており、『ハートゴールド・ソウルシルバー』のシンオウサウンドで「北の大地」と紹介されるなど、カントー地方やジョウト地方よりも北に位置している。名前の由来は「神奥」から。
全体の地形としては複雑で険しい道路が多い。また一定の地域で雨、雪、火山灰が降り、霧や砂嵐も発生するなど気象の変化が非常に激しい地方である。
木の実を収穫できる。「ポフィン」という特有のお菓子があり、ポケモンコンテストが行われている。また、ほぼ地方全土に広がった地下通路があり、その地下通路に空気を送るための通気塔が随所にみられる。
都市・町の数は14個、道路・水道は200番台。町の名前は大和言葉が由来となっている。北部や山地では積雪が見られる。町や道路のBGMは昼と夜で曲想やキーが変わる。
- 英語版は「Sinnoh」と表記される。
- 中国語版では神奥地区（簡体字: 神奥地区 繁体字:神奥地区 拼音: shénàodìqū 注音符号: ㄕㄣˊㄠˋㄉㄧˋㄑㄩ）と表記される。
- 韓国語版での表記は신오지방(漢字: 神奧地方 2000年式: Sino Jibang, MR式: Sino Chipang)と表記される。

### 都市・町
フタバタウン
シンオウ地方の主人公の家とライバルの家がある町。最初の町なのでポケモンセンターもフレンドリィショップもない。近くに湖がある。名前の由来は、「双葉（ふたば）」。
マサゴタウン
ナナカマド博士の研究所がある、海辺の小さな町。プレイヤーが選んだ主人公とは別の性別の主人公（ナナカマドの助手）が住む家がある。町の中でもひときわ大きい青い屋根の家はナナカマド博士の研究所。ここでは主にポケモンの進化についての研究が行われている。プレイヤーとは別の性別の主人公の父親も研究所で助手として働く。名前の由来は、「真砂（まさご）」。
コトブキシティ
シンオウ地方一の大都市であり、GTS（グローバル・トレード・ステーション）やテレビ局など多様な施設がある。石畳で覆われた地面に街路樹や噴水が備え付けられるなど、小ぎれいに整備された町並みが特徴。他の場所とは違い、深夜まで建物の明かりが灯っている眠らない町。四方に道が通じている交通の要所でもある。従来の作品と同じく、冒険の始めにポケモンバトルについて解説してくれる「トレーナーズスクール」がある。
町の中にある高層ビルはポケッチを作った会社の本部・ポケッチカンパニー。ここでは社長一家が家族ぐるみで新しいアプリの開発を進めている。会社では定期的に新機能を手持ちのポケッチに追加してもらえる他、アプリの使い方を調べることもできる。名前の由来は、「寿（ことぶき）」。
テレビコトブキ
一般客も楽しめるテレビ局、というコンセプトのもとに造られている。そのため、主にワイヤレス通信を使った遊びが用意されている。テレビ局の1階では「コトブキくじ」を引いたり、トレーナーとのイベントバトルをしたりできる。『プラチナ』ではトレーナーとのバトルは存在しない。2階ではポケモンに飾り付けをして写真を取ることができ、このデータを通信で友達に送ることが可能。3階では冒険中に打ち立てた様々な記録を見ることができ、このデータも友達に送ることが可能。
GTS（グローバル・トレード・ステーション）
Wi-Fi通信を使って世界中の人とポケモン交換ができる施設。ホールの右側には直径数メートルもある巨大なハイテク地球儀「ジオネット」が設置されており、Wi-Fiでの通信交換をした相手の住んでいる場所が自動的に記録されていく。『プラチナ』では「グローバルターミナル」として機能が追加され、3階建てとなった。

クロガネシティ
シンオウ地方中央部の、石炭に恵まれた山間部の町。黒っぽい土が町全体に広がっているので今までの町とは違った印象を受ける。町は炭鉱を中心に動いており、至る所で石炭を運ぶベルトコンベアや作業員を見かけることができる。
町の石炭の出所はクロガネ炭鉱。坑道は地下深くまで伸びており、最深部は海面よりも低いという。ジムリーダーのヒョウタもここで働いている。その近くには炭についての展示をしている炭鉱博物館がある。名前の由来は、「鉄（くろがね）」。
クロガネジム
ジムリーダーはいわタイプ使いのヒョウタ。いわタイプ使いの「たんパンこぞう」などのトレーナーが集まる。
崖や吊り橋など立体的な構造が特徴。最初のジムではおなじみだが、トレーナーを全員避けて通れる。

ソノオタウン
美しい花で有名な町。町中に多くの花が咲き乱れている他、町の北部には広大な花畑が広がる。「はなばたけのポケモン」にまつわる伝説がある。フラワーショップがあり、きのみを育てるために必要な「コダックじょうろ」がもらえる。近くには植物を育てるのに最適なふかふかの土も多く、園芸に打ち込むのにちょうどいい場所。また、おこづかいでみつが買え、一部の木にぬる事が出来る。
平和で穏やかな町だったが、郊外にある風力発電所がギンガ団に占拠されてしまい、付近の道路が封鎖されたり、町の住民が襲われて商品を強奪されそうになったりする事件が起こった。名前の由来は「園生（そのお）」。
フラワーショップ いろとりどり
ソノオタウンの中心部にある花屋。木の実と引き換えに、コンテスト用のアクセサリーがもらえる。ただし、木の実は大量に必要で、100個以上要求されることもある。また、1日1個だが木の実がもらえる。

ハクタイシティ
シンオウ地方に昔からあった、歴史を感じる町。しかし、今では高層ビルが乱立して昔の面影は薄れつつある。町外れにはシンオウ神話に登場する大昔のポケモンの像があり、これを調査するためにギンガ団のアジトが建てられた。また自転車屋や、珍しくて効能の高い薬を販売するカンポー屋もここにある。エンディング後にはオーキド博士が町に別荘を構え、博士の滞在中は全国図鑑の完成度を評価してもらえる。名前の由来は、「百代（はくたい）」。
また、この町にはヒョウタの親戚で穴を掘るのが大好きな「ちかおじさん」が住んでいる。ちかおじさんは「たんけんセット」を配っており、これは地下通路への出入りに欠かせない道具となる。ちかおじさんは主人公にミッションを与えるので、それを成功させれば道具がもらえる。ポケモンセンターの隣のちかおじさんの家には、「ちかベンチャー」を極めるためにおじさんに入門した弟子たちがいる。
ハクタイジム
ジムリーダーはくさタイプ使いのナタネ。「ピクニックガール」などくさポケモンを使うトレーナーの練習場所になっている。
ジム内部は森のようになっており、『ダイヤモンド・パール』では木の陰にトレーナーが隠れ、『プラチナ』ではトレーナーに勝つごとに時計が動いたり、噴水が止まる仕掛けになっている。どちらも、ジム内にいるトレーナー全員に勝たなければジムリーダーに挑戦できない。
ギンガハクタイビル
ハクタイシティにある、とげとげしい装飾のついた研究施設。ここではギンガ団が「ギンガばくだん」製造のため、ポケモンが進化の際に放出するエネルギーを利用する方法を開発している。その傍らでハクタイシティの神話の調査も手がける。

ヨスガシティ
シンオウ東部の大都市。「人にもポケモンにも優しい町」を目指した町作りが行われており、福祉が充実している。そのため老人や赤ちゃんの人口が大きく、大家族も多い。レンガを敷き詰めた地面や整備された街灯が特徴的。だが、コトブキシティなどの大都市と比べて建物が密集しており、町並みはごちゃついている。名前の由来は、「縁（よすが）」。
ヨスガにはポケモンスーパーコンテスト会場やふれあいひろばなどポケモン関連の施設が多い。町の中央部にはポケモンを愛する人が集まるポケモン大好きクラブのシンオウ本部もある。因みに全ての地方のだいすきクラブの中で、このクラブが一番自慢話が長いという。町の北はポケモンふれあい広場という公園になっており、ここではポケモンをボールから出して連れ歩くことができる。ただし、一緒に歩くことのできるポケモンの種類は決まっている。ここで歩いていると、ポケモンが珍しいアクセサリーや木の実を拾ってくることもある。
ヨスガジム
ジムリーダーはゴーストタイプ使いのメリッサ。
『ダイヤモンド・パール』では、簡単な四則計算を解いて正しい答えを出さなければジムリーダーの部屋にたどり着けない。『プラチナ』では、正しい扉を開けなければ最初の部屋に戻されてしまう。
コンテスト会場（コンテストかいじょう）
ポケモンスーパーコンテストが行われる会場。ワイヤレスで人とコンテストをしたり、自分の優勝記録を見ることもできる。『ルビー・サファイア』のものとは違い、1つの会場で4つのランクのコンテストを全て開催している。ポケモンだけでなく、トレーナー（コーディネーター）もドレスアップして挑戦する。ランクは低い順に「ノーマルランク」・「グレートランク」・「ウルトラランク」・「マスターランク」と呼ばれている。上のランクのコンテストには主人公の母親やメリッサも時々出場している。初めて挑戦する人のために練習ができるようになっている。近くには、コンテストには欠かせないポフィンを作るためのポフィン料理ハウスもある。

ズイタウン
何もない道に人が集まりできた町。人の住む町としては未発達の様子で、地面はデコボコで不規則に木が生えているなど自然の色合いが強い。町の周辺は放牧地帯となっているため、牧場で働く人たちが多く住んでいる。町の東の崖にはアンノーンが生息している遺跡がある。名前の由来は、「髄（ずい）」。
この町にはポケモンそだてやがあり、ポケモンを預ければトレーナーに代わって育ててくれる。ポケモンを2匹以上預ければ時々タマゴが見つかることもある。今作では、ポケッチでポケモンの育ち具合を確認できるという機能が追加された。また、シンオウ地方では有名な新聞を発行する新聞局もあり、随時アルバイトを募集している。
ズイの遺跡（ズイのいせき）
ズイタウンにある謎の遺跡。内部は迷路のようになっており、アンノーン文字を解読して先に進むようになっている。通常の入り口からは行けない隠された小部屋も存在するという。遺跡内には28種類のアンノーンが生息。214番道路のマニアトンネルと直結している。

トバリシティ
ヨスガとは一味違う雰囲気の大都市。デパートやゲームコーナーなど遊戯関係の施設がある。白昼堂々と街中をギンガ団がうろついていたり、ギャンブルにはまりすぎて破産する人が出るなど治安は悪い様子。それに合わせてBGMもジャズ調となっている。ギンガ団本部のビルはこの町にあり、市民からは気味悪がられている。また、町の中心部にはトバリデパートがある。デパートはフレンドリィショップをはるかにしのぐ品揃えの良さを誇り、序盤では珍しい「げんきのかけら」などのアイテムも概ね取り揃えている。ただし、値段は序盤にしては高め。名前の由来は、「帳（とばり）」。
トバリシティは岩だらけだった土地を切り開いて作られたといわれている。そのため、今でもゴツゴツした岩壁が町中に広がっており、段差も多い。町の外れには何故か隕石とクレーターがある。この隕石にはデオキシスをフォルムチェンジさせる力がある。
トバリジム
ジムリーダーはかくとうタイプ使いのスモモ。トレーナーは「からておう」ばかりで、4兄弟らしい。
『ダイヤモンド・パール』では左右にスライドする壁、『プラチナ』ではサンドバッグを叩いて積まれたタイヤの壁を崩していく仕掛けが挑戦者の行く手を阻む。
ギンガトバリビル
トバリシティの高台にある、とげとげしい装飾が特徴のミラービル。表向きには宇宙エネルギーの研究施設だと言っているが、実際はギンガ団の本部である。内部はワープパネルを使って移動するようになっており、ギンガ団員しか道が分からない仕組みになっている。その最深部では伝説のポケモンから「あかいくさり」を作り出す実験が行われている。近くにある「ギンガ団倉庫」の奥にはギンガトバリビルに繋がる隠された地下通路がある。
ゲームコーナー
ミニゲームのスロットができる施設。前作までと比べて飛躍的にコインが出やすくなっている。「ピッピボーナス」というシステムが導入され、一回のボーナスで最高210枚のコインを手に入れられるようになった。さらに、10連続でボーナスに成功すれば「だいばくはつ」の技マシンを受け取れる。貯まったコインは隣の引換所で景品に引き換えてもらえるが、前作までと比べて飛躍的に景品の値段が高くなっている。またスモモの父親がスロットで遊んでいる。

ノモセシティ
大湿原の中にある町。サファリゾーンもある。地形は平坦でだだっ広く、その上に点々と民家が建っている。湿地帯であるため町の4分の1が水没している。ノモセの大湿原に生息するグレッグルがマスコットになっており、ショップにはグレッグルの像も置かれている。『プラチナ』ではグレッグルの顔はめ写真板も存在しており、顔を覗かせると時々本物のグレッグルが横切っていく。
町の北側はノモセの大湿原と言われる広大な湿地帯になっている。ここでは前作までのサファリゾーンと同じように、制限時間内でポケモン取り放題のサファリゲームができる。面積がかなり広く、中ではDD51形ディーゼル機関車に似た列車を利用することで速やかに目的地まで行ける。前作とは違って出現するポケモンが日によって変わるため、ゲートにある望遠鏡で出てくるポケモンを確認することができる。シンオウ地方ではかなり珍しいヤンヤンマやキバニアといったポケモンが現れる。名前の由来は、「野面（のもせ）」。
ノモセジム
ジムリーダーはみずタイプ使いのマキシ。トレーナーは「つりびと」や「うきわガール」などが主である。
ジム内部は全体がプールになっており、その水位を上げ下げすることで新たな道が開ける。

カンナギタウン
テンガン山の麓にある歴史の深い町。かなり小さな町でフレンドリィショップすら無いが、冒険に必要な道具を販売している店はある。住んでいる人も少なく、老人ばかりである。チャンピオンのシロナはここの出身。同じくシロナの祖母はここに住んでおり、長老と呼ばれている。
町の中央には大きなくぼみがあり、そこには祠がある。カンナギタウンの家々はその祠を取り囲むように建てられている。祠の裏にはディアルガとパルキアの壁画があり、その間に古代遺跡の入り口がある。遺跡の奥には伝説のポケモンに関連の深い3つの壁画がある。この遺跡がギンガ団によってカンナギタウンごと爆破されそうになる事件が起こった。名前の由来は、「巫（かんなぎ）」。
ミオシティ
小ぎれいで静かな港町で運河が中央に走っている。その両脇に建物が規則正しく配置されている。町の右岸と左岸は大きな跳ね橋で結ばれており、船が通るたびに上がったり下がったりする。町の南には鋼鉄島や満月島への船が出ている港がある。町に住む船乗りの子供が悪夢にうなされたまま起きなくなってしまう、という事件が起こる。町の端には「はとばのやど」という謎めいた家がある。名前の由来は、「澪（みお）」。
ミオジム
ジムリーダーはヒョウタの父ではがねタイプ使いのトウガン。主に鋼タイプを使う「さぎょういん」や「エリートトレーナー」が登場するが、それ以外のタイプもバランスよく使う。
ジムは4階建てになっており、リフトをうまく乗り継いでジムリーダーの居るところを目指す。
ミオ図書館（ミオとしょかん）
海沿いにある図書館。ここに置いてある本は大抵が一般人には到底理解できないほど難しい。しかし最上階には読みやすい本が集められており、シンオウ地方の神話についての興味深い蔵書も見ることができる。

キッサキシティ
シンオウ最北端に位置し、あたり一面に雪が積もっている町。ポケモンジムを中心にほんの数軒の家が集まっているだけで、町の規模は小さい。時間によってダイヤモンドダストを見ることもできる。町の南の海にある港には砕氷船が停泊しており、そこからファイトエリアに行くことができる。ただし、その船にはポケモンリーグに優勝した者しか乗ることができない。町の中では積雪が深いため町の中では自転車に乗れず、雪に足を取られて早く歩けないなど移動がしにくい。また、多くの住民が厚着をしている。近くにエイチ湖がある。
名前の由来は「鋒（きっさき）」。
キッサキジム
ジムリーダーはこおりタイプ使いのスズナ。こおりタイプを使う「エリートトレーナー」などの上級ポケモントレーナーが集う。
地面が凍っている上に傾いているので、なかなか思うように進めない。さらに、勢いをつけて滑らないと壊れない雪球が行く手を阻む。
キッサキ神殿（キッサキしんでん）
キッサキシティの北にある古代の建物。前作に登場したレジロック・レジアイス・レジスチルと関係の深い伝説のポケモン・レジギガスが封印されている。しかし門番が入り口を守っているので、シンオウ図鑑で見つけた数をすべて埋めていないと外から眺めることしかできない。ジムリーダーのスズナは神殿の中に入る権利を持っている。

ナギサシティ
ポケモンリーグへの玄関口と言われる都市。海岸の岩場を切り開いてできた町であり、至るところ崖だらけで起伏が激しい。そのため、崖から崖に向かって多数の陸橋が架けられており、町全体が地上と橋の2層構造になっている。陸橋の上にはソーラーパネルが貼り付けられており、町の電力をまかなっている。ジムリーダーのデンジがジムの改造のために電気を使いすぎて大停電を引き起こしてしまい、大規模な工事が行われた。北部には旅をしているというアサギジムリーダー・ミカンが滞在しており、『ハートゴールド・ソウルシルバー』のイベントで、理由がコンテスト出場のためであると判明する。
海沿いの岬にはかなりの高さを誇る「シルベの灯台」がある。ここからはかなり離れた位置にあるポケモンリーグも見渡せる。その近くにはゴンベのような形の岩が海から突き出しており、ポケモン岩と呼ばれる名所になっている。また、町の中心部にはナギサ市場というマーケットがある。ここではモンスターボールが開いたときの効果を設定できるシールが売られており、その品物は曜日によって変わる。また、中にはポケモンに「がんばリボン」を付けてくれる女性もいる。名前の由来は、「渚」。
ナギサジム
ジムリーダーはでんきタイプ使いのデンジ。トレーナーは「ポケモンごっこ」や「ギタリスト」など電気ポケモン使いが半数を占めるが、それ以外のタイプもバランスよく使ってくるトレーナーが多い。
回転する足場のつながりをうまく組み替えて道を繋げる、パズルのようなハイレベルな仕掛けが張り巡らされている。

ポケモンリーグ
シンオウ地方でのポケモンリーグが開催される場所。リーグの建物は城のような形をしており、かなりの高さの場所にある。チャンピオンロード入口にポケモンセンターが存在する。
シンオウ本土からは遠く離れた孤島にある上、チャンピオンロードや巨大な滝を乗り越えないとポケモンリーグまで行けないため、本当に実力のあるトレーナーしかたどり着くことができない。ここにいる四天王とチャンピオンを倒すことは多くのトレーナーの目標となっている。アニメ版では「スズラン島」という島とされている。

### バトルゾーン
シンオウ本土の北東にある島。殿堂入り後に行くことのできる追加エリア。地図上ではシンオウ地方となっているが、住民はシンオウとは別の地方だという意識らしい。3つの「エリア」という名前の町がある。火山活動のおかげで、ほぼ同じ緯度のキッサキシティ周辺に比べて温暖であり、『プラチナ』ではバトルゾーン一帯にヤシのような木が立ち並んでいる。地形は複雑で起伏が多く、火山の影響により黒い土と岩で形成された地面や高台が多く散見される。
ファイトエリア
ポケモン勝負の施設、バトルタワーを抱える港町。連絡船でシンオウ本土と繋がっている。各地からポケモンバトルの強者たちが集まってくる。名前は「エリア」となっているものの、ポケモンセンターやフレンドリィショップがあり民家も存在するため、一つの町に近い。バトルタワーは『プラチナ』ではバトルフロンティアに建て替えられており、多くの客で賑わっている。
サバイバルエリア
ポケモン修行をする人たちが集まる小さな町。ハードマウンテンのふもとにある。バクという少年が住んでいる。町の中は段差や岩が多く、通路も狭いためかなり込み合っている。プラチナバージョンにのみ登場する「しょうぶどころ」では、ダブルバトルのパートナーや一度戦ったジムリーダーと再戦できる。
リゾートエリア
ポケモンバトル以外の楽しみをもとめる人が集まる町。ある条件を満たすと入会できる、会員制のクラブがある。また、『プラチナ』ではホウエン地方の元チャンピオンの別荘を譲り受けることができる。別荘にはジムリーダーなどが遊びに来るほか、家具を置くこともできる。リゾートエリアの池にはレベルの高いコイキングが生息しており、池のヌシだと言われている。

### 道路・水道
201番道路（201ばんどうろ）
フタバタウン・マサゴタウン・シンジ湖を繋ぐ道。最初に訪れる道路というだけあって長さは短く、出現するポケモンも弱い。バトルを挑んでくるトレーナーはいない。
主な野生ポケモンはビッパ・ムックル。
202番道路（202ばんどうろ）
マサゴタウン・コトブキシティを繋ぐ道。北から南に向かってゆるやかに傾斜しており、段差が多くある。ここでバトルを挑んでくるトレーナーが初登場する。
主な野生ポケモンはコリンク・コロボーシなど。
203番道路（203ばんどうろ）
コトブキシティ・クロガネシティを繋ぐ道。間には「クロガネゲート」という洞窟がある。
主な野生ポケモンはズバット・ケーシィなど。
204番道路（204ばんどうろ）
コトブキシティとソノオタウンを繋ぐ道。道中に高い崖があり、そこで上部と下部に分断されている。崖の中には荒れた抜け道がある。
主な野生ポケモンはスボミー・ケムッソなど。
205番道路（205ばんどうろ）
ソノオタウンとハクタイシティを繋ぐ道。テンガン山から流れる川に沿って造られている。鬱蒼とした「ハクタイのもり」が行く手を阻む。
主な野生ポケモンはブイゼルなどの水タイプのポケモンやパチリス。
206番道路（206ばんどうろ）
ハクタイシティから207番道路へ続く道。谷に架かる高架の上は、綺麗に整備されたサイクリングロードになっている。逆に谷の下は草の生い茂る荒地になっており、その奥に「まよいのどうくつ」がある。
主な野生ポケモンはドーミラー・スカンプーなど。
207番道路（207ばんどうろ）
クロガネシティからテンガン山へ続く道。岩肌が露出した険しい山道となっている。急な坂道があるため、自転車が必要。
主な野生ポケモンはワンリキー・イシツブテなど。
208番道路（208ばんどうろ）
テンガン山からヨスガシティまでの道。テンガン山から落ちる滝で岩が削り取られた、荒々しい渓谷地帯。川をまたぐ吊り橋が何本も架けられている。
主な野生ポケモンはビーダル・コダックなど。
209番道路（209ばんどうろ）
ヨスガシティとズイタウンを繋ぐ道。「ロストタワー」という霊園がある。道路を横切るようにして幅の広い川が流れている。その中には多くの中洲があり、岸と複雑に橋で結ばれている。
主な野生ポケモンはムクバード・ラッキー・ゴースなど。
210番道路（210ばんどうろ）
なにやら妙な雰囲気をかもし出している喫茶店がある。南部は丈の高い草が茂る牧場地帯。北部は霧の深い峡谷となっており、途中の段差に囲まれた小屋には、ドラゴンポケモンの強力な技・「りゅうせいぐん」を教えてくれる老婆がひっそりと住んでいる。
野生ポケモンはヨルノズクなどの飛行ポケモンや、アサナンなどのかくとうポケモンが多い。
211番道路（211ばんどうろ）
ハクタイシティとカンナギタウンを繋ぐ道。テンガン山によって、2つに分断されている。山岳地帯となっており、傾斜が激しい。
主な野生ポケモンはポニータ・リーシャンなど。
212番道路（212ばんどうろ）
ヨスガシティとノモセシティを繋ぐ道。南部には雨が降っており、日によっては雷を伴うこともある。北部にはポケモン屋敷と呼ばれるウラヤマ氏の豪邸がある。かなり長い道路で、ジムを回る順番によっては中盤の難所といえる。
野生ポケモンはウパー・グレッグルなど、ノモセの大湿原にも出現するものが多い。
213番道路（213ばんどうろ）
ノモセシティとリッシ湖を繋ぐ道。砂浜の上を海岸に平行に走る。道路の南部は水没しており、水道となっている。普段は晴れているが、日によって曇りや雨になる。リゾートホテル「グランドレイク」がある。
野生ポケモンはキャモメ・カラナクシなどみずポケモンが多い。
214番道路（214ばんどうろ）
リッシ湖のほとり（213番道路）とトバリシティを繋ぐ道。丈の高い草の生えた荒地と岩場が延々と続いており、所々にある柵が行く手を阻む。途中の岩壁では遺跡マニアがトンネルを掘っている。
野生ポケモンはゴローン・サイホーンなどいわタイプのポケモンが多い。
215番道路（215ばんどうろ）
210番道路の中程からトバリシティ方面の道路。常に雨が降っている。
主な野生ポケモンはマリル・ポニータなど。
216番道路（216ばんどうろ）
テンガン山の北部下山道。深い谷や絶壁など険しい地形となっている。高山の冷たい空気が山下ろしとなって一気に吹き抜けるため、いつもあられが降っている。厚着をした「エリートトレーナー」や「スキーヤー」と言ったトレーナーが多くいる。217番道路と直結。
野生ポケモンはユキカブリ・ニューラなどこおりタイプのポケモンが多い。
217番道路（217ばんどうろ）
強いあられが降りしきり、深く積もった雪に足をとられる難所。かなり広い雪原で、次の町までの道のりが長い上に、あられによってポケモンの体力がじわじわ削り取られていくので、突破はなかなか難しい。また、幽霊が出るという噂もある。雪原には目に見えない道具がたくさん落ちている。
野生ポケモンは216番道路のポケモンにウリムー・チャーレムを加えたもの。
218番道路（218ばんどうろ）
コトブキシティからミオシティの道路。海によって道路が東西に分断されているため事実上水道である。隠れた釣りの名所である。
野生ポケモンはトリトドン・フローゼルなど進化系みずポケモンが多い。
219番道路（219ばんどうろ）
マサゴの浜。海の先は221番道路へと続く。219番道路の砂浜はマサゴタウン内まで続いており、それが「マサゴ」と命名された所以である。
220番水道（220ばんすいどう）
マサゴタウンから伸びている水道。221番道路（パルパーク）へとつながっている。
221番道路（221ばんどうろ）
「パルパーク」がある。「パルパーク」はぜんこくずかんにパワーアップされた後に利用できるようになる。
主な野生ポケモンはフローゼル・スカタンクなど。
222番道路（222ばんどうろ）
リッシ湖のほとりからナギサシティの道路。周辺の道路より格段に強い野生ポケモンが現れる。南半分は砂浜になっており、釣りを楽しむ人が多い。テッポウオを釣り上げてその大きさを競う施設がある。
主な野生ポケモンはペラップ・ブニャット・エレブーなど。
223番水道（223ばんすいどう）
ポケモンリーグ前のチャンピオンロードへと続く水道。ドククラゲやペリッパーなどレベルの高い進化形みずポケモンがうようよいる危険海域。突破には秘伝技「たきのぼり」を必要とする。
224番道路（224ばんどうろ）
条件を満たすと通れるようになる道。あらゆる地形が集まっている道。一番奥の崖には、謎めいた石碑が存在している。
出現する野生ポケモンは222番道路と類似。
225番道路（225ばんどうろ）
ファイトエリアとサバイバルエリアをつなぐ道。サバイバルエリア周辺ということもありここのトレーナーは強敵揃い。また、シンオウでは全く見かけないラッタやオニドリルをよく見かける。
226番水道（226ばんすいどう）
海沿いまで断崖絶壁が迫っている、起伏の激しい道。真ん中の小島ではちょっと珍しいコイキングとトレードしてくれる人がいる。
主な野生ポケモンはゴルダック・シードラなど。
227番道路（227ばんどうろ）
ハードマウンテンのふもとの道路。山からの火山灰が降り積もっている。全道路中、出現する野生ポケモンのレベルが最も高く、Lv55を越すこともある。
主な野生ポケモンはバクーダ・マタドガスなど。
228番道路（228ばんどうろ）
砂嵐が吹き荒れる砂漠のような道路。ギンガ団のアカギを知る人物がいる。また、「ハードプラント」・「ブラストバーン」・「ハイドロカノン」といった強力な技を教えてくれる老人が住んでいる。
野生ポケモンはカバルドン・ノクタスをはじめ、砂嵐に耐性を持つものが出現する。
229番道路（229ばんどうろ）
草が生い茂っている。映画版ポケモンに登場した重要人物がいる。
野生ポケモンとしてはクサイハナ・ウツドンのようなくさポケモンや、イルミーゼ・ストライクのようなむしポケモンが多数出現する。
230番水道（230ばんすいどう）
ファイトエリアとリゾートエリアを繋ぐ水道。中央には大きな島があり、見えない道具が多く埋まっている。
アゲハント・ドクケイルといった2段進化の最終形態のポケモンが出現する数少ない道路。

### 自然・その他
シンオウには大きな湖が多数存在する。やりのはしらでディアルガ（『パール』ではパルキア、『プラチナ』ではその両方。以下同様）と戦ったあと、各湖からエムリット、アグノム、ユクシーが出現する。
シンジ湖（シンジこ）
シンオウを象徴する湖の一つ。エムリットが眠っている。主人公とライバルがここの湖に来るのが物語のプロローグとなる。
リッシ湖（リッシこ）
シンオウを象徴する湖の一つ。アグノムが眠っている。本編ではギンガ団に爆破されて干上がり、コイキングが力なくはねるシーンもあった。
エイチ湖（エイチこ）
シンオウを象徴する湖の一つ。ユクシーが眠っており、雪が降り積もっている。ライバルがギンガ団の陰謀を阻止するためにジュピターと勝負をしたが、敗北して自信をなくしてしまうシーンがある。
テンガン山（テンガンざん）
シンオウを二分する巨大な山。カラナクシやレアコイル、ノズパス等この山の影響を受けているポケモンも少なくない。山の表面は激しい吹雪となっている。通り抜けるために秘伝技をいくつか利用しなければならない。
槍の柱（やりのはしら）
テンガン山の山頂にある古代の遺跡。シンオウ地方の創造神話にまつわる特別な場所であり、ギンガ団のアカギはユクシー・アグノム・エムリットから抽出したエネルギーを用いて、ここにディアルガ・パルキアを呼び出した。
『LEGENDS アルセウス』では「シンオウ神殿」と呼ばれていたが、イベントで天井が崩落し現在の姿となった。
『大乱闘スマッシュブラザーズX』ではステージとして登場。ディアルガとパルキアが出現する他、ユクシー・アグノム・エムリットやクレセリアも出る。当時漢字表記が存在しなかった為、ステージ名はひらがなになっている。
破れた世界（やぶれたせかい）
プラチナ版でのみ登場。ギラティナが住む世界。時間が存在せず、空間がでたらめに歪んでおり、ギラティナ以外はポケモンも人間もいない世界。空間や重力がめちゃくちゃ故に、乗ると動く足場や歩くと木や足場が消えたり現れたりし、直角の足場や逆さに流れる滝もある。とても広くて迷いやすい。ギラティナを捕獲するとフィールドマップが変化する。現実世界を裏側から支える役目を持つ平行世界であり、現実世界の時空に損傷や歪みなどが生じた際、それを補完・修復するとされている。
荒れた抜け道（あれたぬけみち）
コトブキ - ソノオ間にある小さな洞窟。秘伝技「いわくだき」がないと通り抜けられない。また、秘伝技「なみのり」を使うと奥地に行くことができる。
ハクタイの森 （ハクタイのもり）
ハクタイシティ南西にあるうっそうとした森。多くのトレーナーがいる。
森の洋館（もりのようかん）
ハクタイの森の奥にある洋館。「人影が現れてすぐ消える」「絵にある目のような点が主人公のほうを向いている」など数々の怪奇現象が起こり、出現するポケモンがゴースおよびその進化系であるなど、不気味な雰囲気がただよう。奥の部屋にはプラズマポケモン・ロトムが出現する。

迷いの洞窟（まよいのどうくつ）
サイクリングロード下に広がる洞窟。その名の通り、非常に迷いやすい。洞窟入り口は2つあり、その1つはサイクリングロードの影に隠れているので見つけにくい。
ロストタワー
ズイタウン郊外に建つ塔。死んだポケモンを弔うための建物で、内部にはゴーストタイプのポケモンが棲んでいる。ヨスガジムリーダーのメリッサがよく訪れる。
遺跡マニアの穴/マニアトンネル（いせきマニアのあな）
ズイの遺跡と山を挟んで反対側にある、215番道路の洞窟。熱心な遺跡マニアが遺跡を発掘することを夢見て、日夜穴を掘り続けている。穴はある条件を満たすとどんどん伸びていき、最終的にはズイの遺跡の石室とつながる。石室には珍しい形のアンノーンが登場する。
ホテルグランドレイク
リッシ湖のほとりに建つ、別世界のような雰囲気を醸し出している高級リゾートホテル。『ポケットモンスター ダイヤモンド・パール』の製作者だと名乗る男が滞在しており、ポケモン図鑑を完成させると主人公を表彰してくれる。
ホテルへの宿泊はできないが、カウンターにいる男性に話しかけるとポケモンの体力が回復する。
自慢の裏庭（じまんのうらにわ）
自慢好きな大富豪・ウラヤマさんが邸の裏に所有する裏山。草が茂って庭のようになっている。開放的でシンオウ地方では珍しいポケモンが集まる。全国図鑑入手後は、特定のポケモン数種のうち一種ずつが日替わりで追加される。
タタラ製鉄所（タタラせいてつじょ）
205番道路を流れる川の下流にある製鉄所。内部には、乗ると勝手に移動してしまうパネルが設置されている。はがねタイプを使う作業員が働いている。
鋼鉄島（こうてつじま）
ハクタイシティ沖に浮かぶ、鉄鉱山のある無人島。今は廃れているが、昔は栄えた鉱山だった。探検家が興味本位で入ってみたり、トレーナーが修行のために使ったりしている。リフトを使って上り下りをする。トウガンは特訓のために、この島に家を建てている。ヒョウタも幼い頃よくここに遊びに来ていたらしい。
チャンピオンロード
ポケモンリーグへ行くための最終関門。強力なトレーナーに加えてハガネールなどの強力な野生ポケモンが現れる。前作までのものとは違って出口が2つあり、ポケモンリーグと224番道路に通じている。
送りの泉・戻りの洞窟（おくりのいずみ・もどりのどうくつ）
送りの泉はリッシ湖の近くにある泉で、シンジ湖・リッシ湖・エイチ湖に続くシンオウ第4の湖とされる。泉の下には空間がゆがんだ洞窟・戻りの洞窟がある。最深部には「あの世とこの世の交わる場所である」ということが書かれた石碑があるとともに、伝説のポケモン・ギラティナが鎮座しており、この洞窟自体が破れた世界にあるギラティナの根城と重なった位置に存在している。洞窟の外に漏れるほどの濃霧が充満しているが、『プラチナ』では洞窟の外には霧が出ておらず、最深部も霧がなくなって代わりに怪しい光に包まれた部屋となっている。ミオシティの図書館ではこの泉と洞窟に関連している神話を読むことができる。
満月島（まんげつじま）
ハクタイシティ沖の遠方に浮かぶ小島。クレセリアが生息している。
新月島（しんげつじま）
満月島の近くに位置する小島。『プラチナ』のみ登場。通常プレイでは行くことができない。
『プラチナ』では2008年12月1日から2009年1月15日までの間に新月島へ行くためのアイテム「メンバーズカード」が配信され、幻のポケモン・ダークライを捕まえることができた。
ハードマウンテン
サバイバルエリア北東にそびえる大火山。現在も活火山であり、大量の火山灰を噴出している。シンオウ地方ができた時にこぼれた火の玉がヒードランになってそれが火山になっている。山を沈めるために「かざんのおきいし」が置かれているがそれを取るとヒードランが目覚め、噴火するという。最奥部にはそのヒードランが生息する。「プラチナ」では、ギンガ団の研究家プルートが「かざんのおきいし」を狙ったが、主人公の活躍で国際警察のハンサムに逮捕された。
花の楽園（はなのらくえん）
224番道路の奥に続く花畑。『プラチナ』のみ登場。新月島と同様、通常プレイでは行くことができない。
期間限定イベントで手に入れることができる「オーキドのてがみ」を手に入れることで行くことができ、幻のポケモン・シェイミを捕まえることができた。

## 音楽
| 発売日         | タイトル                                                                     |
| -------------- | ---------------------------------------------------------------------------- |
| 2006年12月22日 | ニンテンドーDS ポケモン ダイヤモンド&パール スーパーミュージックコレクション |

## ポケットモンスター プラチナ
『ポケットモンスター プラチナ』は、『ダイヤモンド・パール』のマイナーチェンジ版として2008年9月13日に発売されたゲーム作品。パッケージのポケモンは、「はんこつポケモン」のギラティナ。このギラティナは新登場の姿で、「オリジンフォルム」と呼ばれる。『ダイヤモンド』と『パール』との違いと同じように、『プラチナ』も特定のポケモンの出現率、出現するポケモンの種類、図鑑のテキストがそれらとは異なるが、さらに、一部シナリオやシステムの追加・変更、一部ポケモンのグラフィックの変更、主人公の服装の一新、オープニングムービーの変更などが行われている。
ポケモンだいすきクラブでは、『プラチナ』発売を記念して限定版の「ニンテンドーDS Lite ギラティナエディション」と本ソフトをセットにした抽選販売が行われた。

### 特徴
- 「シンオウずかん」の収録数が210種類に増え、『ダイヤモンド・パール』で新登場したものの、「シンオウずかん」には含まれていなかったポケモンがすべて収録されている。
- シナリオ終盤でギラティナが登場する特殊なマップ「やぶれたせかい」が追加された。
- 上記したギラティナのオリジンフォルム以外にもロトムの5種類のフォルムとシェイミのスカイフォルムが追加された。
- 『エメラルド』にもあったバトルフロンティアを内容を一新して収録。
- これまでにはない「おしえわざ」の追加で、対戦環境が大きく変化した。
- ポケモンセンターの地下に「Wi-Fiひろば」が追加された。Wi-Fi通信を利用してミニゲームなどを楽しむことができる。
- GTSが「グローバルターミナル」と名を改め、機能が強化された。

## 「壁の中から戻れなくなる」不具合
『ダイヤモンド・パール』の初期出荷分でのみ発生するこの現象は、特定の状況下で本来通り抜けられないはずの壁の中に入ってしまい、没データの類であるマップ「なぞのばしょ」に行けてしまう。ここで「たんけんセット」などのアイテムを使用する際にレポート（セーブ）を行って別の場所に転送した後、元の「なぞのばしょ」に戻ろうとすると座標が変更される。その際に見えない壁にはまり、ゲームが続行不能となる可能性があるため、公式では注意喚起を行った。
壁の中でレポートを行ってしまった場合の救済措置として、ニンテンドーDSステーションやニンテンドーゾーン、Wii『みんなのニンテンドーチャンネル』にてDSダウンロードプレイを用いた修復プログラムが配信され、これを実行するか、任天堂サービスセンターにソフトを送付することで修復することができた。この措置はいずれも2018年2月に終了している。
この不具合では主に座標の変更によるショートカット技のみが主に可能な状況であったが、2021年ごろにポケットモンスター　エメラルドの任意コード実行バグを利用し、ダイヤモンド・パール上でも実行できるようになるバックドアが発見された。

## 売り上げ
日本国内において『ダイヤモンド・パール』は、発売初週（9月28日～10月1日）の4日間で販売本数が158万本と、ニンテンドーDSで発売されたソフトとしては最速でミリオンセラーを達成し、シリーズ最高の出足となった。また、12月27日には、発売元である株式会社ポケモンより、出荷本数が500万本を突破したと発表される。DSタイトルとしては初の500万本突破作品となる。日本ゲーム大賞2007年度ベストセールス賞受賞。